# Garaeus specularis
Garaeus specularis là một loài bướm đêm trong họ Geometridae.

## Hình ảnh

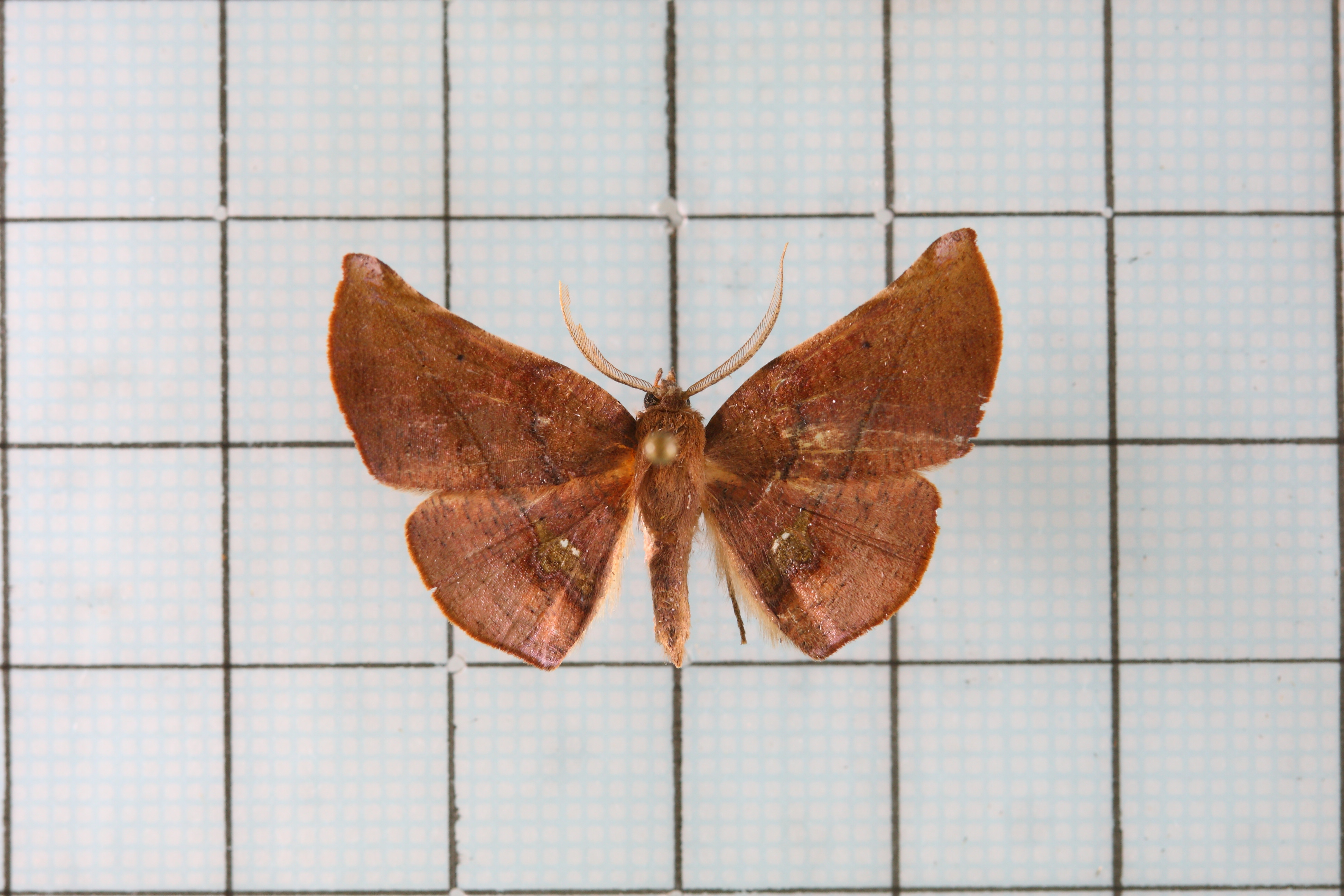
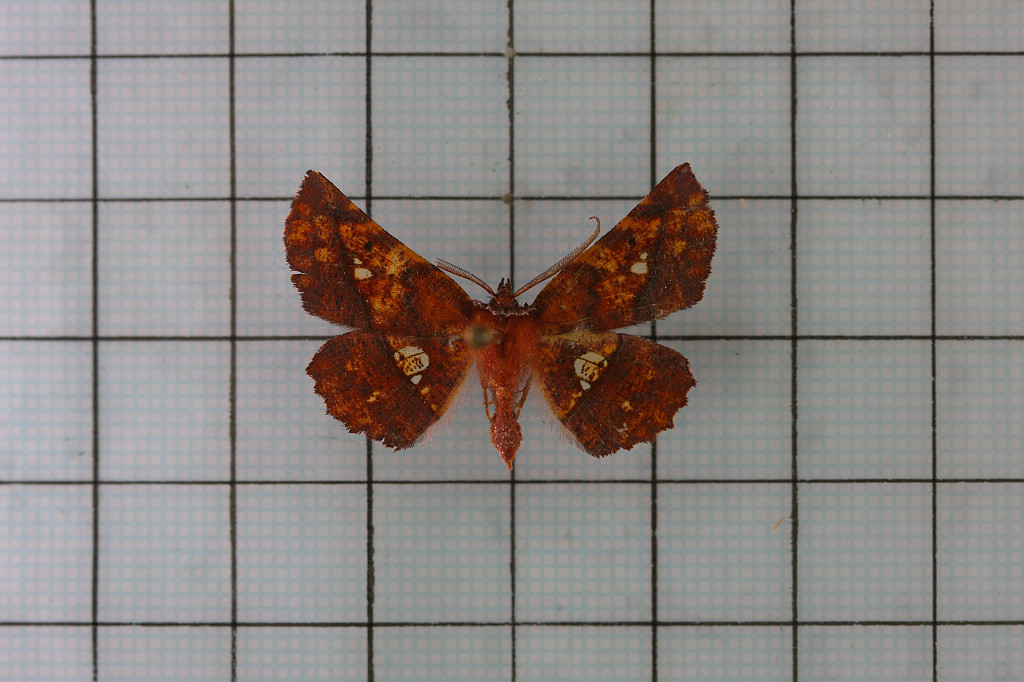